# Miguel Anxo Fernández Lores
 (janvier 2023).
Si vous disposez d'ouvrages ou d'articles de référence ou si vous connaissez des sites web de qualité traitant du thème abordé ici, merci de compléter l'article en donnant les références utiles à sa vérifiabilité et en les liant à la section « Notes et références ».
Pour les articles homonymes, voir Anxo et Fernández.
Miguel Anxo Fernández Lores, né le 7 juin 1954 à Vilalonga (Sanxenxo) dans la province de Pontevedra en Espagne, est un médecin et homme politique galicien. Depuis 1999, il est maire de Pontevedra (élu sur la liste Bloc nationaliste galicien).

## Biographie
Après avoir étudié la médecine à l'université de Saint-Jacques-de-Compostelle, il a fait son internat à l'hôpital provincial de Pontevedra. Il a ensuite travaillé comme médecin généraliste dans les communes galiciennes de Pol et Samos. À Samos il a été conseiller municipal pendant un an. Il a finalement été muté au centre de santé Virgen Peregrina de Pontevedra, où il a travaillé jusqu'à son élection comme maire.
Lors des élections municipales de 1987, il est élu conseiller municipal à Pontevedra, en tant que seul représentant du Bloc nationaliste galicien (BNG). Le groupement local du parti nationaliste a augmenté le nombre de conseillers jusqu'à en obtenir 10 aux élections municipales de 1999, ce qui lui a permis de gouverner en minorité. Il devient ainsi le premier maire d'un parti de gauche dans la ville depuis la fin de la Seconde République.
Après les élections municipales de 2003, où le BNG a de nouveau obtenu 10 conseillers, il a gouverné en coalition avec le Parti socialiste de Galice, un accord renouvelé après les élections municipales de 2007, mais avec seulement 7 conseillers. 
Lors des élections municipales de 2011, il a obtenu 11 conseillers, il a donc continué à gouverner, en coalition avec les socialistes. 
En 2013, Fernández Lores a reçu le prix national Pablo de Tarso, décerné par l'Institut mexicain d'évaluation (IMDE) en collaboration avec l'organisme de la société civile, l'Instituto Mejores Gobernantes Asociación Civil, en alliance avec l'Université pontificale de Salamanque. Il lui a été décerné comme meilleur maire pour sa contribution au développement de son pays et de sa ville par la bonne gouvernance.
Lors des élections locales de 2015, Fernández Lores a obtenu 12 conseillers, contre 7 pour le Parti populaire de Galice, 3 pour le PSdeG, 2 pour Marea Pontevedra et 1 pour Ciudadanos, de sorte qu'au cours de la législature (2015-2019), il a gouverné seul. 
Aux élections municipales de 2019, sa candidature a obtenu 11 conseillers contre les 9 obtenus par le Parti populaire de Galice, 4 du PSdeG et 1 du Ciudadanos. Il a formé un gouvernement avec PSdeG ajoutant 15 procédure contre 10 pour les PP+Cs.
En juin 2022, il a annoncé son intention de se représenter comme candidat Bloc nationaliste galicien aux nouvelles élections municipales, avec un projet dans 8 ou 10 ans car « ce qui me motive ce n'est pas de voir des choses qui sont déjà en cours, mais d'en entreprendre et d'en finir d'autres nouvelles ». Des mois plus tard, en mars 2023, il remplit le parc des expositions de Pontevedra avec plus de 2000 personnes lors d'un dîner pour "célébrer Pontevedra" et a poursuivi sa campagne en présentant le liste avec laquelle il concourra pour obtenir un nouveau mandat aux élections municipales de 2023.